# Tskhaltoubo
 (janvier 2016).
Si vous disposez d'ouvrages ou d'articles de référence ou si vous connaissez des sites web de qualité traitant du thème abordé ici, merci de compléter l'article en donnant les références utiles à sa vérifiabilité et en les liant à la section « Notes et références ».
Tskhaltoubo (en géorgien : წყალტუბო, parfois transcrit Tsqaltubo ou Tskaltubo) est une ville du centre-ouest de la Géorgie. Elle est aussi le centre administratif du district de Tskhaltoubo, dans la région d'Iméréthie. Elle est célèbre pour sources d'eaux minérales chaudes, qui ont permis l'installation d'un centre de santé et touristique.

## Ville

### Le centre thermal
Les sources produisent de l'eau riche en carbonate de radon, à une température de 33-35 °C, qui la rend immédiatement utilisable pour les soins.
Le centre s'est spécialisé dans la balnéothérapie pour les maladies circulatoires, nerveuses, musculaires et osseuses, gynécologiques ou dermatologiques. Depuis les années 1970, s'y est ajoutée la spéléothérapie, le séjour dans des grottes fraîches et sans poussière pouvant profiter au traitement des affections pulmonaires.

### Fréquentation en chute
La station a été très fréquentée à l'époque soviétique (jusqu'à 125 000 visiteurs par an) ; elle a gardé la mémoire de visites régulières de Staline. Actuellement, les bains reçoivent moins d'un millier de visiteurs par an.
Depuis 1993, beaucoup des établissements ont été réquisitionnés pour loger les 9 000 réfugiés, surtout des femmes et des enfants, qui ont fui les conflits ethniques d'Abkhazie.

## Sport
Le club de football, Samgourali Tskhaltoubo participait régulièrement au Championnat de Géorgie jusqu'en 2004, où les exigences financières n'étaient plus à leur portée.

Hôtel, dans les années 1950.
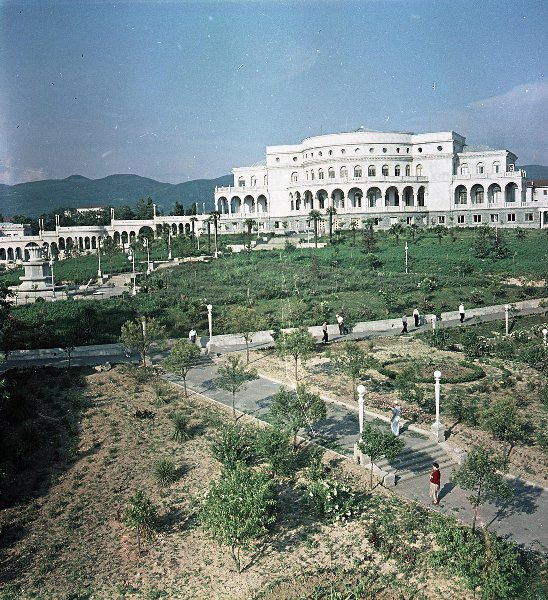
Photo de 1957.
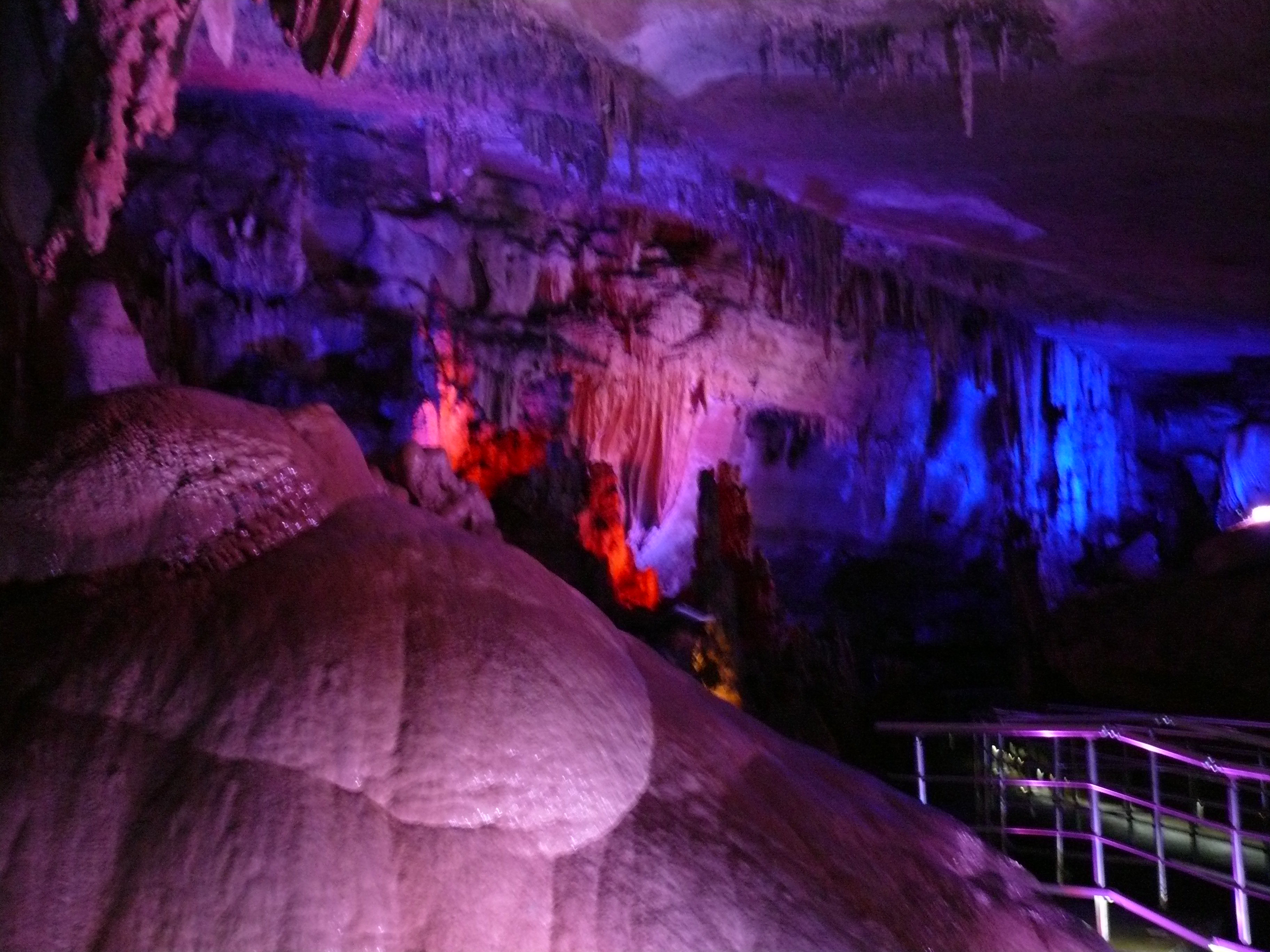
Grottes de Sataplia.

## Dans la littérature
- Renaud S. Lyautey, La Baignoire de Staline, Seuil, 2022. Roman qui se déroule à Tskhaltoubo[1].